# Fürész Jenő
Fürész Jenő, születési és 1900-ig használt nevén Friedman Jenő (Miskolc, 1881. október 29. – Auschwitzi koncentrációs tábor, 1944. június) bőrgyógyász, urológus, kórházi főorvos.

## Életpályája
Friedman Herman (1845–1922) kereskedő és Lőwy Eszter (1851–1942) fiaként született a miskolci Széchenyi utcában. A Miskolci Református Főgimnáziumban érettségizett (1900), majd a Budapesti Tudományegyetem Orvostudományi Karának hallgatója lett (1900–1905). Pályáját a budapesti Szent István Kórház Bőrgyógyászati Osztályán kezdte, majd két évig a berlini Virchow Kórházban működött tanársegédként. 1908-ban visszatért szülővárosába, ahol az Erzsébet Közkórház alkalmazásában állt 1941-es nyugdíjba vonulásáig. 1908-ban rendelőorvossá, 1913-ban osztályos főorvossá nevezték ki. Az első világháború idején hadba vonult és a 2. gyalogezred tartalékos főorvosaként orosz fogságba esett. 1920-ban szabadult Szibériából. Tagja volt (1941-ig) a Borsodmegyei Hitelszövetkezet igazgatóságának. Nyugdíjazását követően lakásán folytatta bőrgyógyászati és urológiai rendelését.
Felesége Mezei Mária volt, dr. Mezei Mór lánya, akit 1921. december 8-án Sajószentpéteren vett nőül. Gyermekeik Fürész Éva, Sárközi Andorné (1922–2013) pedagógus és János (1927. október 13.).

## Művei
- A luesellenes kúra és a spirochaeta pallida kimutathatósága. (Budapesti Orvosi Ujsag, 1907, 1.)
- A »Sterolum hydrargyri cinerei« a lues therapiájában. (Budapesti Orvosi Ujsag, 1907, 2.)
- Berlini levél. (Budapesti Orvosi Ujsag, 1907, 3.)
- Érdekesebb esetek a syphilodologia köréből. (Gyógyászat, 1909, 11.)
- A bőr- és bujakórtan a XVII. orvoscongressuson Londonban. (Budapesti Orvosi Ujsag, 1913, 3.)
- A bőr tuberkulotikus betegségei. (Gyógyászat, 1933, 17.)